# Критика Википедије
Највећи дио критике Википедије као енциклопедије, тиче се њеног принципа отворености, односно чињенице да свако слободно може да је уређује, без  доказивања да је ауторитет у области коју уређује, што се по мишљењу критичара може чинити непоузданим извором. Ту су такође критике које се тичу систематског уношења личних и пристрасних мишљења, као и информација из непоузданих извора, те да сама групна динамика одлучивања Википедију може да омета у постизању њеног циља, тј. да постане поуздана енциклопедија.

## Критика садржаја и недостатак ауторитета
Роберт Макхенри, бивши главни уредник енциклопедије Британика, изјавио је да Википедија не успијева да се докаже као енциклопедија, јер тај појам подразумијева да мора да постоји ауторитет и одговорност, што се не може постићи преко једног отвореног и слободног система уређивања. Макхенри такође тврди да „типичан корисник Википедије не зна како се у конвенционалним енциклопедијама постиже поузданост, него само да се у томе успијева”. Ендру Орлоуски, британски колумниста онлајн ТИ новина The Register, изразио је сличне критике, тврдећи да употреба појма енциклопедије за опис Википедије, може довести до тога да корисници повјерују да је поузданија него што у ствари јесте.
Јавност има јасну представу о томе шта јесте енциклопедија, тј. да је то мјесто гдје се изнесеним информацијама углавном може вјеровати, или, барем мало више него информацијама које долазе из лавиринта мистериозне бирократије засноване на договорима – у сваком случају поузаднијим од спонтане шкработине коју представља Википедија као својеврстан коктел бирократије и енциклопедије.
Академици такође критикују Википедију због њеног очигледно неуспјелог покушаја да постане поуздан извор, тврдећи да је то зато што уредници Википедије немају довољну стручност, или неке друге креденцијале признате у академском свијету. Због овога, у највећем броју школа и универзитета употреба Википедије као извора за писање школских и научних радова није прихваћена. Неке образовне институције забрањују да се Википедија уопште употребљава и као почетни извор, док су неке друге ограничиле њену употребу само уколико се користи за цитирање спољашњих извора. Ове критике и ограничења се не односе само на Википедију, него уопште на опште енциклопедије, пошто неки универзитетски професори одвраћају студенте од цитирања било које енциклопедије у академским радовима.
Међутим, неки академски журнали у неким ситуацијама цитирају чланке из Википедије, мада их не постављају на исти ниво са традиционалним изворима.